# Fons, Ardèche
Fons är en kommun i departementet Ardèche i regionen Auvergne-Rhône-Alpes i sydöstra Frankrike. Kommunen ligger  i kantonen Aubenas som ligger i arrondissementet Largentière. År 2022 hade Fons 317 invånare.

## Befolkningsutveckling
Antalet invånare i kommunen Fons
Referens: INSEE